# マカタワ川
マカタワ川（マカタワがわ、英語: Macatawa River）、別名ブラック川 (Black River) は、アメリカ合衆国ミシガン州オタワ郡の低地地方を流れ、マカタワ湖に至り、最終的にはミシガン湖に流れ込む川。主流の長さは、16.8マイル (27.0 km)である。
「マカタワ (Macatawa)」という名は、先住民であるネイティブ・アメリカンの言葉で「黒い川」を意味した「Muck-i-ta-wog-go-me」を不正確に音写したものである。この一帯には、ヨーロッパ人の入植以前には、オタワ族 (Ottawas)、オジブワ族（チペワ族）、ポタワトミ族などの部族がいた。
マカタワ川緑道 (The Macatawa River Greenway) と称される川沿いの回廊状の区域は、多数の公有地や私有地から成り、野生生物の保護や、水辺における人々のリクリエーションの場となり、グリーン・ハイウェイとなっている。マカタワ川沿いで、一般に立ち入りが認められている場所としては、アッパー・マカタワ自然地域 (Upper Macatawa Natural Area)、ホーソーン池 (Hawthorn Pond)、アダムス・ストリート・ランディング (Adams Street Landing)、リッジ・ポイント・コミュニティ・チャーチ自然地域 (Ridge Point Community Church Natural Area)、パウ・パウ公園 (Paw Paw Park)、ウィンドミル島、ウィンドウ・オン・ザ・ウォーターフロント公園 (Window on the Waterfront Park)、ダントン公園 (Dunton Park)、コレン公園 (Kollen Park)、ホランド州立公園などがある。
マカタワ川緑道に沿った公共区域の管理には多数の組織が関わっており、そこには非営利組織の Outdoor Discovery Center Macatawa Greenway をはじめ、オタワ郡公園リクリエーション委員会、ホランド市、ジーランド認可郡区、ホランド認可郡区、パーク郡区などが含まれている。
この小さい川は、ホープ・カレッジの学生たちが「ザ・プル (The Pull)」と呼んでいる、毎年恒例の綱引きが行われる場所である。